# Musiivka, Nikopol
Musiivka (în ucraineană Мусіївка) este un sat în comuna Prîdniprovske din raionul Nikopol, regiunea Dnipropetrovsk, Ucraina.

## Demografie
Componența lingvistică a localității Musiivka
     Ucraineană (85,67%)
     Rusă (13,84%)
     Alte limbi (0,49%)
Conform recensământului din 2001, majoritatea populației localității Musiivka era vorbitoare de ucraineană (85,67%), existând în minoritate și vorbitori de rusă (13,84%).